# Internazionali di Tennis d'Abruzzo 2022 - Doppio
Denys Molčanov e Igor Zelenay erano i detentori del titolo ma hanno deciso di non partecipare.
In finale Dan Added e Hernán Casanova hanno sconfitto Davide Pozzi e Augusto Virgili con il punteggio di 6-3, 7-5.

## Teste di serie
1. Dan Added /  Hernán Casanova (campioni)
2. Mats Hermans /  Mircea Alexandru Jecan (quarti di finale)

1. Thomas John Fancutt /  Tristan Schoolkate (primo turno)
2. Matteo Arnaldi /  Matteo Gigante (primo turno)

## Wildcard
1. Lorenzo Claverie /  Manas Manoj Dhamne (primo turno)

1. Matteo Arnaldi /  Matteo Gigante (primo turno)

## Tabellone

### Legenda
| - Q = Qualificato - WC = Wild card - LL = Lucky loser | - ALT = Alternate - SE = Special Exempt - PR = Protected Ranking | - w/o = Walkover - r = Ritirato - d = Squalificato |

|  | Primo turno | Primo turno              | Primo turno           | Primo turno | Primo turno |  |  | Quarti di finale | Quarti di finale         | Quarti di finale    | Quarti di finale      | Quarti di finale  |   |      | Semifinali | Semifinali                | Semifinali                | Semifinali                   | Semifinali                   |   |   | Finale | Finale | Finale | Finale | Finale |  |
|  |             |                          |                       |             |             |  |  |                  |                          |                     |                       |                   |   |      |            |                           |                           |                              |                              |   |   |        |        |        |        |        |  |
|  | 1           | D Added H Casanova       | D Added H Casanova    | 6           | 6           |  |  |                  |                          |                     |                       |                   |   |      |            |                           |                           |                              |                              |   |   |        |        |        |        |        |  |
|  |             | M Bourgue M Martineau    | M Bourgue M Martineau | 4           | 2           |  |  | 1                | D Added H Casanova       | 4                   | 6                     | [10]              |   |      |            |                           |                           |                              |                              |   |   |        |        |        |        |        |  |
|  |             | D Dutra da Silva N Hardt | 6                     | 4           | [10]        |  |  |                  | D Dutra da Silva N Hardt | 6                   | 3                     | [8]               |   |      |            |                           |                           |                              |                              |   |   |        |        |        |        |        |  |
|  |             | F Forti F Maestrelli     | 2                     | 6           | [4]         |  |  |                  |                          |                     |                       |                   |   |      | 1          | D Added H Casanova        | 6                         | 3                            | [13]                         |   |   |        |        |        |        |        |  |
|  | 4/WC        | M Arnaldi M Gigante      | M Arnaldi M Gigante   | 6(1)        | 3           |  |  |                  |                          |                     | A Galarneau A Rybakov | 4                 | 6 | [11] |            |                           |                           |                              |                              |   |   |        |        |        |        |        |  |
|  |             | F Baldi G Fonio          | F Baldi G Fonio       | 7           | 6           |  |  |                  | F Baldi G Fonio          | 1                   | 6                     | [8]               |   |      |            |                           |                           |                              |                              |   |   |        |        |        |        |        |  |
|  |             | C Heyman O Krutykh       | C Heyman O Krutykh    | 64          | 2           |  |  |                  | A Galarneau A Rybakov    | 6                   | 3                     | [10]              |   |      |            |                           |                           |                              |                              |   |   |        |        |        |        |        |  |
|  |             | A Galarneau A Rybakov    | A Galarneau A Rybakov | 7           | 6           |  |  |                  |                          |                     |                       |                   |   |      | 1          | Dan Added Hernán Casanova | Dan Added Hernán Casanova | 6                            | 7                            |   |   |        |        |        |        |        |  |
|  |             | B Harris M Kestelboim    | B Harris M Kestelboim | 614         | 3           |  |  |                  |                          |                     |                       |                   |   |      |            |                           |                           | Davide Pozzi Augusto Virgili | Davide Pozzi Augusto Virgili | 3 | 5 |        |        |        |        |        |  |
|  |             | J Jahn M Rosenkranz      | J Jahn M Rosenkranz   | 7           | 6           |  |  |                  | J Jahn M Rosenkranz      | J Jahn M Rosenkranz | 6                     | 6                 |   |      |            |                           |                           |                              |                              |   |   |        |        |        |        |        |  |
|  |             | J Vance T Whiting        | 7                     | 5           | [13]        |  |  |                  | J Vance T Whiting        | J Vance T Whiting   | 4                     | 1                 |   |      |            |                           |                           |                              |                              |   |   |        |        |        |        |        |  |
|  | 4           | TJ Fancutt T Schoolkate  | 67                    | 7           | [11]        |  |  |                  |                          |                     |                       |                   |   |      |            | J Jahn M Rosenkranz       | J Jahn M Rosenkranz       | 64                           | 65                           |   |   |        |        |        |        |        |  |
|  |             | D Pozzi A Virgili        | D Pozzi A Virgili     | 6           | 7           |  |  |                  |                          |                     | D Pozzi A Virgili     | D Pozzi A Virgili | 7 | 7    |            |                           |                           |                              |                              |   |   |        |        |        |        |        |  |
|  |             | A Taylor J Taylor        | A Taylor J Taylor     | 4           | 65          |  |  |                  | D Pozzi A Virgili        | 2                   | 6                     | [11]              |   |      |            |                           |                           |                              |                              |   |   |        |        |        |        |        |  |
|  | WC          | L Claverie MN Dhamne     | L Claverie MN Dhamne  | 2           | 0           |  |  | 2                | M Hermans MA Jecan       | 6                   | 3                     | [9]               |   |      |            |                           |                           |                              |                              |   |   |        |        |        |        |        |  |
|  | 2           | M Hermans MA Jecan       | M Hermans MA Jecan    | 6           | 6           |  |  |                  |                          |                     |                       |                   |   |      |            |                           |                           |                              |                              |   |   |        |        |        |        |        |  |